# Liga Nacional de Fútsal Boliviana 2019
La Liga Nacional de Fútsal Boliviana 2019 será la cuarta versión de la Liga Nacional de Fútbol de salón de Bolivia organizada esta gestión por la Federación Boliviana de Fútbol

## Equipos participantes

#### Temporada 2019
Por primera vez la Liga tendrá 14 clubes participantes con el ascenso de San Martín de Tarija y Antofagasta de Sucre.
El campeón clasificará a la Copa Libertadores de Fútbol Sala 2020.
| Equipo                            | Ciudad         | Temp | Coliseo                 | Capacidad |
| --------------------------------- | -------------- | ---- | ----------------------- | --------- |
| Proyecto Latin Cross              | La Paz         | 4    | Julio Borelli Viteritto | 7.500     |
| Club Wolf Sport                   | La Paz         | 3    | Julio Borelli Viteritto | 7.500     |
| Cooperativa Rural de Electricidad | Santa Cruz     | 4    | Gilberto Pareja         | -         |
| San José de Chiquitos             | Santa Cruz     | 4    | Gilberto Pareja         | -         |
| Universitario                     | Chuquisaca     | 3    | Jorge Revilla Aldana    | -         |
| Club Deportivo Lizondo            | Chuquisaca     | 3    | Jorge Revilla Aldana    |           |
| Club Antofagasta                  | Chuquisaca     | 1    | Jorge Revilla Aldana    |           |
| Club Nantes Oscar Sánchez         | Tarija         | 4    | Luis Parra              | 2.000     |
| San Martin de Porres              | Tarija         | 1    | Luis Parra              | 2.000     |
| Club Deportivo Prensa             | Tarija Yacuiba | 2    | Municipal Yacuiba       | -         |
| Wilstermann - Víctor Muriel       | Cochabamba     | 4    | Evo Morales             | -         |
| Deportivo Concepción              | Potosí         | 4    | Ciudad de Potosí        | 10.000    |
| Joyas Sport                       | Pando          | 2    | Alfredo Huary           | -         |
| Fantasmas Morales Moralitos       | Oruro          | 2    | Eduardo Leclere Polo    | -         |

- Datos desde la temporada 2018

## Entrenadores
| Listado de entrenadores | Listado de entrenadores | Listado de entrenadores |
| Equipo                  | Fechas                  | Entrenador              |
| ----------------------- | ----------------------- | ----------------------- |
| Antofagasta             |                         | Néstor Ríos Álvarez     |
| CRE                     |                         | Julio César Lavadenz    |
| Deportivo Concepción    |                         |                         |
| Fantasmas Morales M.    |                         | Mario Saavedra          |
| Joyas Sport             |                         |                         |
| Lizondo                 |                         |                         |
| Nantes                  |                         |                         |
| Prensa                  |                         |                         |
| Proyecto Latin Cross    |                         | Oscar Guzmán            |
| San José de Chiquitos   |                         |                         |
| San Martin de Porres    |                         |                         |
| Universitario           |                         |                         |
| W.- Víctor Muriel       |                         |                         |
| Wolf Sport              |                         |                         |

### Plantillas 2019
| Antofagasta (Sucre) |
| --- |
| #4 Jorge Martínez Rocha, #5 Juan Carlos Serrano Portugal, #7 Arnolfo Rivera Ríos, #8 Franz Cruz Tango, #9 Manuel Salinas Montalvo, #10 Roly Segovia Cabrito, #11 Wilson Condori Chavarrita, #13 Beymar Torrez Oliva, #17 José Barrientos Garate, #18 Wilson Saavedra, # 19 Álvaro Higueras Llanos, #20 Franz Urcullo Cáceres, Navarro, #29 Juan Pablo Higueras Llanos, |

| CRE (Santa Cruz)                |
| ------------------------------- |
| #10 Roving Cheng, Camilo Nagles |

| Deportivo Concepción (Potosí) |
| --- |
| #1 Carlos Ñañez, #3 Vladimir Rojas, #5 César Baldrich, #6 Rolando Colque #7 Raúl Mendoza, #10 Jesús Walter Ruiz, #19 Maicol Valencia, #11 Miguel Oruro, #13 Gutiérrez |

| Fantasmas Morales Moralitos (Oruro) |
| --- |
| #1 Marco Sarmiento Cuaquira, #2 Raúl Flores Morales, #3 Samuel Pocomani Calle, #4 Robert Copa Yucra, #5 Freddy Grajeda Arias, #6 Andy Ledezma Dorado, #7 Wilson Rincon Hernández, #8 Denis Copa Aiza, #9 Andrés Reyes Julio, #10 Jesús Saavedra Gutiérrez, #11 Kevin Magne Cordova, #12 Vladimir Ledezma Vidaurre, Ayrton Ayllon Montaño, #18 José Camargo Morales |

| Proyecto Latin (La Paz) |
| --- |
| #2 Ramiro Mendivil Fernández, #5 Juan Pablo Arando Kantuta, #8 Andrés Choque Solano, #9 Juan Carlos Huisa, #11 Bruno Tecos, #20 Alan Valda |

| Wilstermann - Víctor Muriel (Cochabamba) |
| --- |
| #3 Fer Arias, #5 David Espinoza Antezana, #6 Nicolás Lagos, #7 Juan Jiménez, #8 Dalua Gonzales, #9 Kique Florero, #12 Dani Peña, #13 Ciro Lujan, #14 Leo Rojas, #15 Leo Jiménez, #16 Joel Guzmán, #17 Micky Padilla, #18 Hernan Ramírez #19 José Parra, #20 Erick Patzi |

## Fase de grupos
Los equipos se dividen en 2 grupos de 7 equipos agrupados. Los equipos jugarán siete fechas en una sola sede por grupo. 
Los dos grupos están divididos de la siguiente manera:

#### Grupo A (Potosí)
| Pos. | Equipos                                  | PJ | PG | PE | PP | GF | GC | Dif. | Pts. |
| ---- | ---------------------------------------- | -- | -- | -- | -- | -- | -- | ---- | ---- |
| 1.   | Wilstermann - Víctor Muriel (Cochabamba) | 6  | 5  | 0  | 1  | 24 | 16 | +8   | 15   |
| 2.   | Joyas Sport (Pando)                      | 6  | 4  | 0  | 2  | 26 | 19 | +7   | 12   |
| 3.   | Fantasmas Morales M. (Oruro)             | 6  | 3  | 1  | 2  | 33 | 18 | +15  | 10   |
| 4.   | Deportivo Concepción (Potosí)            | 6  | 3  | 0  | 3  | 24 | 16 | +8   | 9    |
| 5.   | Wolf Sport (La Paz)                      | 6  | 3  | 0  | 3  | 19 | 18 | +1   | 9    |
| 6.   | San Martín (Tarija)                      | 6  | 2  | 1  | 3  | 33 | 33 | 0    | 7    |
| 7.   | Prensa (Yacuiba)                         | 6  | 0  | 0  | 6  | 15 | 54 | -39  | 0    |

- Actualizado 4/10/2019 - 00:13

|  |                                      |
|  | Clasificados a los cuartos de final. |
|  | Eliminados.                          |

| San Martin            | 5 - 5 | Fantasmas Morales M.        | Ciudad de Potosí Potosí | 27 de septiembre | 19:00 | Sin transmisión  |
| La Prensa             | 0 - 6 | Wolf Sport                  | Ciudad de Potosí Potosí | 27 de septiembre | 20:15 | Sin transmisión  |
| Deportivo Concepción  | 2 - 3 | Wilstermann - Víctor Muriel | Ciudad de Potosí Potosí | 27 de septiembre | 21:30 | Pasión Deportiva |
| Descansa: Joyas Sport |       |                             |                         |                  |       |                  |

| Wilstermann - Víctor Muriel | 3 - 2 | Fantasmas Morales M. | Ciudad de Potosí Potosí | 28 de septiembre | 19:00 | Sin transmisión |
| La Prensa                   | 1 - 6 | Joyas Sport          | Ciudad de Potosí Potosí | 28 de septiembre | 20:15 | Sin transmisión |
| Deportivo Concepción        | 5 - 2 | Wolf Sport           | Ciudad de Potosí Potosí | 28 de septiembre | 21:30 | Sin transmisión |
| Descansa: San Martin        |       |                      |                         |                  |       |                 |

| Wilstermann - Víctor Muriel | 5 - 3 | San Martin           | Ciudad de Potosí Potosí | 29 de septiembre | 19:00 | Sin transmisión |
| Wolf Sport                  | 2 - 5 | Fantasmas Morales M. | Ciudad de Potosí Potosí | 29 de septiembre | 20:15 | Sin transmisión |
| Deportivo Concepción        | 1 - 2 | Joyas Sport          | Ciudad de Potosí Potosí | 29 de septiembre | 21:30 | Sin transmisión |
| Descansa: La Prensa         |       |                      |                         |                  |       |                 |

| Wolf Sport                            | 5 - 4  | San Martin           | Ciudad de Potosí Potosí | 30 de septiembre | 19:00 | Sin transmisión  |
| Joyas Sport                           | 2 - 6  | Fantasmas Morales M. | Ciudad de Potosí Potosí | 30 de septiembre | 20:15 | Sin transmisión  |
| Deportivo Concepción                  | 10 - 3 | La Prensa            | Ciudad de Potosí Potosí | 30 de septiembre | 21:30 | Pasión Deportiva |
| Descansa: Wilstermann - Víctor Muriel |        |                      |                         |                  |       |                  |

| Wolf Sport                     | 3 - 1  | Wilstermann - Víctor Muriel | Ciudad de Potosí Potosí | 1 de octubre | 19:00 | Sin transmisión |
| Joyas Sport                    | 12 - 8 | San Martin                  | Ciudad de Potosí Potosí | 1 de octubre | 20:15 | Sin transmisión |
| La Prensa                      | 4 - 14 | Fantasmas Morales M.        | Ciudad de Potosí Potosí | 1 de octubre | 21:30 | Sin transmisión |
| Descansa: Deportivo Concepción |        |                             |                         |              |       |                 |

| Joyas Sport          | 1 - 2 | Wilstermann - Víctor Muriel | Ciudad de Potosí Potosí | 2 de octubre | 19:00 | Sin transmisión |
| La Prensa            | 2 - 8 | San Martin                  | Ciudad de Potosí Potosí | 2 de octubre | 20:15 | Sin transmisión |
| Deportivo Concepción | 2 - 1 | Fantasmas Morales M.        | Ciudad de Potosí Potosí | 2 de octubre | 21:30 | Sin transmisión |
| Descansa: Wolf Sport |       |                             |                         |              |       |                 |

| Joyas Sport                           | 3 - 1  | Wolf Sport                  | Ciudad de Potosí Potosí | 3 de octubre | 19:00 | Sin transmisión |
| La Prensa                             | 5 - 10 | Wilstermann - Víctor Muriel | Ciudad de Potosí Potosí | 3 de octubre | 20:15 | Sin transmisión |
| Deportivo Concepción                  | 4 - 5  | San Martin                  | Ciudad de Potosí Potosí | 3 de octubre | 21:30 | Sin transmisión |
| Descansa: Fantasmas Morales Moralitos |        |                             |                         |              |       |                 |

#### Grupo B (Sucre)
| Pos. | Equipos                            | PJ | PG | PE | PP | GF | GC | Dif. | Pts. |
| ---- | ---------------------------------- | -- | -- | -- | -- | -- | -- | ---- | ---- |
| 1.   | Proyecto Latin (La Paz)            | 6  | 5  | 0  | 1  | 38 | 20 | +18  | 15   |
| 2.   | Antofagasta (Sucre)                | 6  | 5  | 0  | 1  | 32 | 21 | +11  | 15   |
| 3.   | CRE (Santa Cruz)                   | 6  | 4  | 1  | 1  | 22 | 14 | +8   | 13   |
| 4.   | Universitario (Sucre)              | 6  | 3  | 0  | 3  | 20 | 22 | -2   | 9    |
| 5.   | Lizondo (Sucre)                    | 6  | 2  | 0  | 4  | 21 | 26 | -5   | 6    |
| 6.   | Nantes (Tarija)                    | 6  | 1  | 1  | 4  | 16 | 27 | -11  | 4    |
| 7.   | San José de Chiquitos (Santa Cruz) | 6  | 0  | 0  | 6  | 19 | 38 | -19  | 0    |

- Actualizado 6/10/2019 - 20:31

|  |                                      |
|  | Clasificados a los cuartos de final. |
|  | Eliminados.                          |

| Antofagasta                     | 9 - 2 | Nantes         | Jorge Revilla Aldana Sucre | 30 de septiembre | 19:00 | Sin Transmisión    |
| Universitario                   | 2 - 3 | CRE            | Jorge Revilla Aldana Sucre | 30 de septiembre | 20:15 | Más Deportes Sucre |
| Lizondo                         | 5 - 7 | Proyecto Latin | Jorge Revilla Aldana Sucre | 30 de septiembre | 21:30 | Correo del Sur     |
| Descansa: San José de Chiquitos |       |                |                            |                  |       |                    |

| Proyecto Latin        | 7 - 2 | Nantes                | Jorge Revilla Aldana Sucre | 1 de octubre | 19:00 | Sin transmisión |
| Universitario         | 6 - 4 | San José de Chiquitos | Jorge Revilla Aldana Sucre | 1 de octubre | 20:15 | Sin transmisión |
| Lizondo               | 1 - 5 | CRE                   | Jorge Revilla Aldana Sucre | 1 de octubre | 21:30 | Sin transmisión |
| Descansa: Antofagasta |       |                       |                            |              |       |                 |

| Proyecto Latin          | 4 - 5 | Antofagasta           | Jorge Revilla Aldana Sucre | 2 de octubre | 19:00 | Sin transmisión |
| CRE                     | 1 - 1 | Nantes                | Jorge Revilla Aldana Sucre | 2 de octubre | 20:15 | Sin transmisión |
| Lizondo                 | 5 - 1 | San José de Chiquitos | Jorge Revilla Aldana Sucre | 2 de octubre | 21:30 | Sin transmisión |
| Descansa: Universitario |       |                       |                            |              |       |                 |

| CRE                      | 6 - 2 | Antofagasta   | Jorge Revilla Aldana Sucre | 3 de octubre | 19:00 | Sin transmisión |
| San José de Chiquitos    | 5 - 9 | Nantes        | Jorge Revilla Aldana Sucre | 3 de octubre | 20:15 | Sin transmisión |
| Lizondo                  | 3 - 5 | Universitario | Jorge Revilla Aldana Sucre | 3 de octubre | 21:30 | Sin transmisión |
| Descansa: Proyecto Latin |       |               |                            |              |       |                 |

| CRE                   | 1 - 6 | Proyecto Latin | Jorge Revilla Aldana Sucre | 4 de octubre | 19:00 | Sin transmisión |
| San José de Chiquitos | 4 - 6 | Antofagasta    | Jorge Revilla Aldana Sucre | 4 de octubre | 20:15 | Sin transmisión |
| Universitario         | 2 - 1 | Nantes         | Jorge Revilla Aldana Sucre | 4 de octubre | 21:30 | Sin transmisión |
| Descansa: Lizondo     |       |                |                            |              |       |                 |

| San José de Chiquitos | 3 - 6 | Proyecto Latin | Jorge Revilla Aldana Sucre | 5 de octubre | 19:00 | Sin transmisión |
| Universitario         | 1 - 3 | Antofagasta    | Jorge Revilla Aldana Sucre | 5 de octubre | 20:15 | Sin transmisión |
| Lizondo               | 3 - 1 | Nantes         | Jorge Revilla Aldana Sucre | 5 de octubre | 21:30 | Sin transmisión |
| Descansa: CRE         |       |                |                            |              |       |                 |

| San José de Chiquitos | 2 - 6 | CRE            | Jorge Revilla Aldana Sucre | 6 de octubre | 11:00 | Sin transmisión |
| Universitario         | 4 - 8 | Proyecto Latin | Jorge Revilla Aldana Sucre | 6 de octubre | 12:30 | Sin transmisión |
| Lizondo               | 4 - 7 | Antofagasta    | Jorge Revilla Aldana Sucre | 6 de octubre | 14:00 | Sin transmisión |
| Descansa: Nantes      |       |                |                            |              |       |                 |

## Goleadores
Los siguientes jugadores son los goleadores del grupo A.
| #   | Jugador        | Club                             | Goles |
| --- | -------------- | -------------------------------- | ----- |
| 1.  | Alan Valda     | Proyecto Latin (La Paz)          | 26    |
| 2.  | Jorge Martínez | Antofagasta (Sucre)              | 13    |
| 3.  | Manuel Salinas | Antofagasta (Sucre)              | 12    |
| 4.  | Jorge Ruiz     | Prensa (Yacuiba)                 | 10    |
| 5.  | Saúl Gareca    | San Martín (Tarija)              | 9     |
| 6.  | Keving Magne   | Fantasmas M. M. (Oruro)          | 9     |
| 7.  | José Oliva     | Universitario (Sucre)            | 8     |
| 8.  | Franco Serrudo | Joyas Sport (Pando)              | 8     |
| 9.  | Jesús Saavedra | Fantasmas M. M. (Oruro)          | 8     |
| 10. | Miguel Padilla | Wilstermann Víctor Muriel (Cbba) | 7     |

- Actualizado 5 de diciembre de 2019

## Segunda Fase
La fase final se jugará a partidos de ida y vuelta donde se contarán solamente los puntos. En caso de igualdad de puntos en los dos partidos, se jugará dos tiempos extras de 5 minutos, en caso de persistir el empate se lanzará tiros desde el punto penal.
La segunda fase empezará desde el 20 de noviembre.

### Cuadro
|  | Cuartos de final     | Cuartos de final                   | Cuartos de final     | Cuartos de final            |   |    | Semifinales           | Semifinales         | Semifinales         | Semifinales         |  |    | Finales                     | Finales              | Finales              | Finales              |  |
|  | 20 - 29 de noviembre | 20 - 29 de noviembre               | 20 - 29 de noviembre | 20 - 29 de noviembre        |   |    | 6 - 12 de diciembre   | 6 - 12 de diciembre | 6 - 12 de diciembre | 6 - 12 de diciembre |  |    | 20 - 21 de diciembre        | 20 - 21 de diciembre | 20 - 21 de diciembre | 20 - 21 de diciembre |  |
|  |                      |                                    |                      |                             |   |    |                       |                     |                     |                     |  |    |                             |                      |                      |                      |  |
|  |                      |                                    |                      |                             |   |    |                       |                     |                     |                     |  |    |                             |                      |                      |                      |  |
|  | 2B                   | Antofagasta                        | 2                    | 8                           |   |    |                       |                     |                     |                     |  |    |                             |                      |                      |                      |  |
|  | 2B                   | Antofagasta                        | 2                    | 8                           |   |    |                       |                     |                     |                     |  |    |                             |                      |                      |                      |  |
|  | 3A                   | Fantasmas M. M.                    | 2                    | 4                           |   |    |                       |                     |                     |                     |  |    |                             |                      |                      |                      |  |
|  | 3A                   | Fantasmas M. M.                    | 2                    | 4                           |   | 2B | Antofagasta           | 1                   | 2                   |                     |  |    |                             |                      |                      |                      |  |
|  |                      |                                    |                      |                             |   | 2B | Antofagasta           | 1                   | 2                   |                     |  |    |                             |                      |                      |                      |  |
|  |                      |                                    | 1A                   | Wilstermann - Víctor Muriel | 5 | 5  |                       |                     |                     |                     |  |    |                             |                      |                      |                      |  |
|  | 1A                   | Wilstermann - Víctor Muriel (t.s.) | 1A                   | Wilstermann - Víctor Muriel | 5 | 5  | 1                     | 11                  |                     |                     |  |    |                             |                      |                      |                      |  |
|  | 1A                   | Wilstermann - Víctor Muriel (t.s.) |                      |                             |   |    |                       |                     |                     |                     |  |    |                             |                      |                      |                      |  |
|  | 4B                   | Universitario                      | 2                    | 0                           |   |    |                       |                     |                     |                     |  |    |                             |                      |                      |                      |  |
|  | 4B                   | Universitario                      | 2                    | 0                           |   |    |                       |                     |                     |                     |  | 1A | Wilstermann - Víctor Muriel | 2                    | 0                    |                      |  |
|  |                      |                                    |                      |                             |   |    |                       |                     |                     |                     |  | 1A | Wilstermann - Víctor Muriel | 2                    | 0                    |                      |  |
|  |                      |                                    | 1B                   | Proyecto Latin              | 2 | 4  |                       |                     |                     |                     |  |    |                             |                      |                      |                      |  |
|  | 1B                   | Proyecto Latin                     | 1B                   | Proyecto Latin              | 2 | 4  | 2                     | 8                   |                     |                     |  |    |                             |                      |                      |                      |  |
|  | 1B                   | Proyecto Latin                     |                      |                             |   |    |                       |                     |                     |                     |  |    |                             |                      |                      |                      |  |
|  | 4A                   | Dep. Concepción                    | 2                    | 4                           |   |    |                       |                     |                     |                     |  |    |                             |                      |                      |                      |  |
|  | 4A                   | Dep. Concepción                    | 2                    | 4                           |   | 1B | Proyecto Latin (t.s.) | 2                   | 12                  |                     |  |    |                             |                      |                      |                      |  |
|  |                      |                                    |                      |                             |   | 1B | Proyecto Latin (t.s.) | 2                   | 12                  |                     |  |    |                             |                      |                      |                      |  |
|  |                      |                                    | 2A                   | Joyas Sport                 | 5 | 3  |                       |                     |                     |                     |  |    |                             |                      |                      |                      |  |
|  | 2A                   | Joyas Sport                        | 2A                   | Joyas Sport                 | 5 | 3  | 2                     | 5 (1)               |                     |                     |  |    |                             |                      |                      |                      |  |
|  | 2A                   | Joyas Sport                        |                      |                             |   |    |                       |                     |                     |                     |  |    |                             |                      |                      |                      |  |
|  | 3B                   | CRE                                | 6                    | 3 (0)                       |   |    |                       |                     |                     |                     |  |    |                             |                      |                      |                      |  |
|  | 3B                   | CRE                                | 6                    | 3 (0)                       |   |    |                       |                     |                     |                     |  |    |                             |                      |                      |                      |  |
|  |                      |                                    |                      |                             |   |    |                       |                     |                     |                     |  |    |                             |                      |                      |                      |  |

- Nota: En cada llave, el equipo que figura en la parte superior de la llave ejerce la localía en el partido de vuelta.

## Cuartos de final
JOYAS SPORT vs CRE
| 20 de noviembre, 20:30 | CRE                                                                                 | 6–2 (3–2) | Joyas Sport                           | Gilberto Pareja, Santa Cruz |  |
|                        | Sebastián Jiménez 2' 5' · Rovin Cheng 9' 33' · Genaro Vaca 24' · Camilo Sánchez 31' | Reporte   | 1' Luis Telleria · 16' Franco Serrudo |                             |  |

| 29 de noviembre, 20:00 | Joyas Sport                                                            | 5–3 (1–1, 2–0) (t. s.)(1–0 p.) | CRE                                         | Alfredo Huary, Pando |  |
|                        | Daniego de Matos · Gilvan Da Silva · Jehanamed Castedo · Angelo Guaqui | Reporte                        | José Herrera · Camilo Sánchez · Germán Vaca |                      |  |
|                        |                                                                        | Tiros desde el punto penal     |                                             |                      |  |
|                        | Jehanamed Castedo · Daniego de Matos                                   |                                | José Herrera · Erlan Mercado · Roving Cheng |                      |  |

PROYECTO LATIN vs DEPORTIVO CONCEPCIÓN
| 26 de noviembre, 20:00 | Deportivo Concepción                     | 2–2 (0–1) | Proyecto Latín    | Ciudad de Potosí, Potosí |  |
|                        | Maicol Valencia 26' · César Baldrich 37' | Reporte   | 4' 32' Alan Valda |                          |  |

| 29 de noviembre, 20:00 | Proyecto Latin                                                                                 | 8–4 (5–2) | Deportivo Concepción                                                            | Julio Borelli Viteritto, La Paz |  |
|                        | Alan Valda 4' 17' 23' 29' 39' · Juan Carlos Huisa 6' · Bruno Tecos 9' · Walter Ruiz 14' (a.g.) | Reporte   | 2' César Baldrich · 3' Walter Ruiz · 25' Maicol Valencia · 33' Israel Gutiérrez |                                 |  |

WILSTERMANN - VICTOR MURIEL vs UNIVERSITARIO
| 22 de noviembre, 20:00 | Universitario                       | 2–1 (0–0) | Wilstermann - Víctor Muriel | Jorge Revilla Aldana, Sucre |  |
|                        | Marco Cruz 37' · Adhemar Mamani 38' | Reporte   | 31' (a.g.) Luis Villarroel  |                             |  |

| 29 de noviembre, 20:00 | Wilstermann - Víctor Muriel                                                                                           | 11–0 (5–0, 3–0) (t. s.) | Universitario | Evo Morales, Cochabamba |  |
|                        | Miguel Padilla 40' 44' 49' 50' · Nicolás Lagos 11' 17' 46' · Enrique Flores 10' 47' · José Parra 25' · Ciro Lujan 36' | Reporte                 |               |                         |  |

ANTOFAGASTA vs FANTASMAS MORALES
| 27 de noviembre, 20:30 | Fantasmas Morales M.                   | 2–2 (1–1) | Antofagasta                                 | Eduardo Leclere Polo, Oruro |  |
|                        | Freddy Grajeda 1' · Jesús Saavedra 31' | Reporte   | 7' Manuel Salinas · 32' Juan Carlos Serrano |                             |  |

| 3 de diciembre, 20:00 | Antofagasta                                | 8–4 (4–2) | Fantasmas Morales M.                     | Jorge Revilla, Sucre |  |
|                       | Manuel Salinas · Franz Cruz · Roly Segovia | Reporte   | Andrés Reyes · Raúl Flores · Kevin Magne |                      |  |

## Semifinales
PROYECTO LATIN vs JOYAS SPORT
| 6 de diciembre, 20:30 | Joyas Sport                                                        | 5–2 (2–2) | Proyecto Latin              | Alfredo Huary, Pando |  |
|                       | Daniego de Matos · Gilvan Da Silva · Luis Telleria · Angelo Guaqui | Reporte   | Bruno Tecos · Franz Saldaña |                      |  |

| 12 de diciembre, 20:00 | Proyecto Latin                                                                 | 12–3 (6–1, 2–1) (t. s.) | Joyas Sport                      | Julio Borelli Viteritto, La Paz |  |
|                        | Andrés Choque · Juan Carlos Huisa · Bruno Tecos · Alan Valda · Ramiro Mendivil | Reporte                 | Gilvane Da Silva · Angelo Guaqui |                                 |  |

WILSTERMANN - VICTOR MURIEL vs ANTOFAGASTA
| 6 de diciembre, 20:30 | Wilstermann - Víctor Muriel                                                  | 5–1 (2–1) | Antofagasta       | Evo Morales, Cochabamba |  |
|                       | Dalua Gonzales 7' 8' · Juan Jiménez 28' · Italo Lima 39' · Nicolás Lagos 40' | Reporte   | 6' Jorge Martínez |                         |  |

| 9 de diciembre, 20:30 | Antofagasta                           | 2–5 (1–1) | Wilstermann - Víctor Muriel                                 | Jorge Revilla Aldana, Sucre |  |
|                       | Manuel Salinas 12' · Roly Segovia 21' | Reporte   | 38' Enrique Florero · 8' Miguel Padilla · 37' Nicolás Lagos |                             |  |

## Finales
WILSTERMANN VICTOR MURIEL vs PROYECTO LATIN
| 20 de diciembre, 20:00 | Proyecto Latin                     | 2–2 (1–2) | Wilstermann Víctor Muriel          | Julio Borelli Viteritto, La Paz |  |
|                        | Bruno Tecos 4' · Andrés Choque 29' |           | 8' Omar Gonzales · 16' Bruno Parra |                                 |  |

| 21 de diciembre, 19:00 | Wilstermann Víctor Muriel | 0–4 (0–3) | Proyecto Latin                                               | Evo Morales, Cochabamba |  |
|                        |                           | Reporte   | Franz Saldaña · Bruno Tecos · Juan Pablo Arando · Alan Valda |                         |  |

PROYECTO LATÍN CAMPEÓN
SEGUNDO TÍTULO

## Liguilla de Descenso

### Ronda 1
SAN JOSÉ DE CHIQUITOS vs LA PRENSA
| 31 de enero de 2020, 20:00 | La Prensa | 9–6 (*:*) | San José de Chiquitos | Coliseo Central, Yacuiba, Tarija |  |

| 7 de febrero de 2020, 21:00 | San José de Chiquitos | 7–1 (2–2, *:*) (t. s.)(1–2 p.) | La Prensa | Jhon Pictor Blanco, Santa Cruz |  |
|                             |                       | Reporte                        |           |                                |  |

## Ascenso Indirecto

### Ronda 1
SAN JOSÉ DE CHIQUITOS vs AGUA SANTA
| 16 de febrero de 2020, 20:00 | Agua Santa | 9–1 (4–1) | San José de Chiquitos | Eduardo Leclere Polo, Oruro |  |
|                              | Omar Sandoval · Fernando De Los Santos · Andrés Portocarrero · Alejandro Fajardo · Luis Ahinque · Claudio Dorado (a.g.) | Reporte   | Claudio Dorado        |                             |  |

| 20 de febrero de 2020, 21:00 | San José de Chiquitos                           | 4–5 (*:*) | Agua Santa                                      | Jhon Pictor Blanco, Santa Cruz |  |
|                              | José Zambrana · Javier Caucota · Darío Nazareno | Reporte   | Yderf Yucra · Alejandro Fajardo · Alvin Bendezú |                                |  |

## Cronología
| Predecesor: Libofutsal 2018 | Libofutsal 2019 | Sucesor: Libofutsal 2021 |

- Datos: Q73683423